# Liste der Nummer-eins-Hits in den Niederlanden (1960)
Diese Liste enthält alle Nummer-eins-Hits in den Niederlanden im Jahr 1960. Es gab in diesem Jahr vier Nummer-eins-Singles ab dem 28. Mai.
| Singles |
| --- |
| - Corry Brokken – Milord - 10 Wochen (28. Mai – 5. August, insgesamt 16 Wochen) - Peter en zijn Rockets – Komm van dat dak af - 1 Woche (6. August – 12. August) - Corry Brokken – Milord - 6 Wochen (13. August – 23. September, insgesamt 16 Wochen) - Elvis Presley – It’s Now or Never - 1 Woche (24. September – 30. September, insgesamt 10 Wochen) - The Blue Diamonds – Ramona (englisch) - 2 Wochen (1. Oktober – 14. Oktober, insgesamt 8 Wochen; → 1961) - Elvis Presley – It’s Now or Never - 6 Wochen (15. Oktober – 25. November, insgesamt 10 Wochen) - The Blue Diamonds – Ramona (englisch) - 4 Wochen (26. November – 23. Dezember, insgesamt 8 Wochen) - Elvis Presley – It’s Now or Never - 3 Wochen (24. Dezember 1960 – 13. Januar 1961, insgesamt 10 Wochen) |